# Route 90 (Terre-Neuve-et-Labrador)
Pour les articles homonymes, voir Route 90.
La route 90 est une route tertiaire de la province de Terre-Neuve-et-Labrador du Canada, située dans l'est de l'île de Terre-Neuve, sur la péninsule d'Avalon. Elle est située dans le centre et dans le sud de la province. Elle est une route tout de même moyennement empruntée sur tout son tracé. La limite de vitesse varie entre 90 et 50 km/h. De plus, elle est nommée Salmonier Line et Saint-Mary's Bay Highway, mesure 85 kilomètres, et est une route asphaltée sur l'entièreté de son tracé.

## Tracé
La 90 se change en route 10, dans l'extrême sud de la péninsule, à Saint-Vincent's, alors qu'elle traverse le lac Holyrood. Elle se dirige vers le nord pendant 43 kilomètres, en possédant de nombreuses courbes, particulièrement dans la région de Gaskiers. Dans cette section, elle suit la baie Saint-Marys et le lac d'Holyrood. Elle suit ensuite la bras de mer Salmonier en se dirigeant vers le nord-est, puis elle croise les routes 93 et 91 à Saint-Catherine's. Elle traverse ensuite une région plus isolée pour ses 22 derniers kilomètres, en étant majoritairement une ligne droite avec peu de courbes. Elle croise la Route Transcanadienne, la route 1, à sa sortie 35, puis elle rejoint la route 60 près de la baie de la Conception, à l'ouest d'Holyrood, où elle se termine.

## Attraits
- Fisherman's Museum
- Veteran's Museum
- Father Duffy's Well

## Parc Provincial
- Parc provincial de Salmonier

## Communautés traversées
- Saint-Vincent's
- Gaskiers
- Point La Haye
- Saint-Mary's
- Riverhead
- Gulch
- Saint-Joseph's
- New Bridge
- Forest Field
- Saint-Catherine's
- Salmonier (Avalon)
- Newtown
- Holyrood